# نورة الرهيط
 نورة بنت سليمان بن فهد الرهيط، هي من أوائل اللاتي بدأن مسيرة التعليم النظامي في مدينة عنيزة في المملكة العربية السعودية.

## نبذه عنها
ولدت عام 1344هـ/1925م في مدينة عنيزة، تعلّمت على يد والدها مبادئ القراءة والكتابة وعلوم الدين حيث كان والدها من طلبة العلم عند الشيخ عبدالرحمن السعدي، وحصلت على الشهادة الابتدائية عام 1383هـ/1964م.

## دورها في التعليم
فتحت كتّابًا في منزلها عام 1360هـ/1941م وهي بعمر السادسة عشرة، وظل طوال حقبة الستينيات والسبعينيات الهجرية يمارس دوره التعليمي في مدينة عنيزة عُرف بكتّاب رهيطة، وما أن بدأت مسيرة التعليم النظامي كانت من أوائل من انضم لها فعيّنت معلمة في المدرسة الابتدائية الأولى بتاريخ 6 رمضان عام 1380هـ/1961م، ثم عملت مساعدة مديرة في الدراسة الصباحية بالإضافة لإدارة المدرسة الأولى لمحو الأمية في مدينة عنيزة عام 1393هـ/1973م.

## وفاتها
توفيت عام 1415هـ/1995م بعمر الواحد والسبعين.

## وصلات خارجية
- المطوعة نورة الرهيط أول معلمة بعنيزة
- عنيزة:مهد البرحي.. وموطن الغضا.. ونافذة الانفتاح